# Juan Graterol
Juan José Graterol Montevideo (nacido en Maracay, Estado Aragua, Venezuela, el 14 de febrero de 1989) es un Beisbolista que juega para Los Angeles Angels of Anaheim en las Grandes Ligas de Béisbol y para los Leones del Caracas en la Liga Venezolana de Béisbol Profesional.

## Carrera

### 2006
En el 2006, Graterol comenzó su carrera profesional en la organización Kansas City Royals y es colocado en el DSL Royals de la Dominican Summer League de la clase Rookie.

### 2007
En el 2007, Graterol es asignado con el Burlington Royals de la Appalachian League de la clase Rookie.

### 2008
En el 2008, es asignado con el Idaho Falls Chukars de la Pioneer League de la clase Rookie.

### 2009
En el 2009, Graterol vuelve a participar con los Idaho Falls Chukars hasta el 1 de septiembre, El 7 de julio, Juan Graterol fue asignado con las Burlington Bees de la Midwest League de la Clase A (Media).

### 2010
El 5 de abril de 2010, por el estado del plantel, Juan Graterol fue cambiado por las Burlington Bees. Luego El 17 de abril de 2010, Juan Graterol es asignado a Wilmington Blue Rocks de la Carolina League de la Clase A Avanzada (Fuerte). El 26 de abril de 2010,	Juan Graterol vuelve a ser asignado a Burlington Royals. El 1 de mayo de 2010, vuelve a ser asignado a Burlington Bees de la Clase A (Media).

### 2011
El 4 de abril de 2011, Juan Graterol vuelve a ser asignado a Wilmington Blue Rocks de la Clase A Avanzada (Fuerte) de la California League. El 16 de abril de 2011, Graterol es colocado en la lista de lesionados de 7 días. Por un esguince en el tobillo derecho.
El 7 de junio de 2011, Graterol asignado a Los Kane County Cougars de la Midwest League de la Clase A (Media). El 12 de agosto de 2011, los Kane County Cougars colocaron a Graterol en la lista de lesionados de 7 días por contusión.

### 2012
El 9 de mayo de 2012, Graterol vuelve a ser asignado a Wilmington Blue Rocks de la Clase A Avanzada (Fuerte).
El 8 de junio de 2012,	Wilmington Blue Rocks colocan C Juan Graterol en la lista de lesionados de 7 días. esguince del codo izquierdo y contusión en la rodilla.

### 2013
El 29 de marzo de 2013, Graterol fue asignado a Northwest Arkansas Naturals de La Texas League de la clase Doble A y asignado de nuevo a Wilmington Blue Rocks.
En la LVBP, el 13 de octubre de 2013, Juan Graterol fue asignado a Tiburones de La Guaira de La Liga Venezolana de Béisbol Profesional para la Temporada 2013-14. Hace su debut en La LVBP el 18 de octubre hasta el 26 de octubre de 2013, en 4 partidos obtuvo un promedio de bateo de .273, produciendo 3 hits, 2 carreras impulsadas, 1 carrera anotada, 1 jonrón y ponchados en 2 ocasiones en 11 turnos al bate.

### 2014
EL 9 de enero de 2014, Juan Graterol fue invitado a los entrenamientos de primavera con Los Reales de Kansas City fuera del roster.
El 11 de julio de 2014,	Graterol fue asignado a Los Omaha Storm Chasers de La Pacific Coast League de la clase Triple A.
El 6 de agosto de 2014,	Graterol asignado a Northwest Arkansas Naturals de la Texas League de la clase Doble A.
En la LVBP, el 9 de octubre de 2014	Juan Graterol es asignado a Los Tiburones de La Guaira de La Liga Venezolana de Béisbol Profesional.
El 10 de diciembre de 2014, Los Yankees de Nueva York firmaron al agente libre Juan Graterol a un contrato de ligas menores y lo invitaron a los entrenamientos de primavera.
El 19 de diciembre de 2014, Graterol es asignado a Scranton/Wilkes-Barre RailRiders de la International League de la Triple A.

### 2015
El 9 de abril de 2015, Scranton/Wilkes-Barre RailRiders colocan Juan Graterol en la lista de lesionados de 7 días.
El 9 de junio de 2015, Graterol fue asignado a Charleston RiverDogs de la South Atlantic League de la clase Clase A (Media). El 13 de junio de 2015, Graterol vuelve a ser asignado a Scranton/Wilkes-Barre RailRiders.
El 26 de julio de 2015, Juan Graterol fue asignado a Trenton Thunder de la Eastern League de la Doble A. El 4 de agosto de 2015, Trenton Thunder colocó Juan Graterol en la lista de lesionados de 7 días. El 23 de agosto del 2015, Trenton Thunder colocó Graterol en la lista temporalmente inactiva.
En la LVBP, El 27 de septiembre del 2015, Juan Graterol es cambiado a Águilas del Zulia. de La Liga Venezolana de Béisbol Profesional 2015-16. Hace su debut con las Águilas el 7 de octubre hasta el 27 de diciembre de 2015, en 28 partidos obtuvo un promedio de bateo de .183, produciendo 13 hits, 5 carreras impulsadas, 2 carrera anotada, 0 jonrones y ponchados en 9 ocasiones en 71 turnos al bate.
El 6 de noviembre de 2015, Juan Graterol es elegido a la agencia libre.

### 2016
El 12 de enero de 2016, Los Angeles Angels of Anaheim firmaron al agente libre Juan Graterol antes de la temporada de 2016 a un contrato de ligas menores y lo invitaron a los entrenamientos de primavera.
El 20 de enero de 2016,	Graterol fue asignado a Salt Lake Bees de la Pacific Coast League de la Triple A. Fue promovido a las Grandes Ligas por primera vez el 18 de julio de 2016. Estaba con Ángeles durante cinco días antes de ser opcionado a las ligas menores sin haber aparecido en un juego. Graterol fue llamado e hizo su debut en las mayores el 2 de septiembre de 2016 convirtiéndose en el Venezolano N° 353 en las Grandes Ligas.
El 4 de octubre de 2016, Juan Graterol Asignado a Las Águilas del Zulia
20 de octubre de 2016,	Juan Graterol fue cambiado a Los Tigres de Aragua.
para la temporada 2016-17. Participa con Los Tigres desde el 26 de octubre hasta el 29 de diciembre de 2016, en 31 partidos obtuvo un promedio de bateo de .247, produciendo 24 hits, 12 carreras impulsadas, 24 carrera anotada, 4 dobles, 1 jonrón y ponchados en 13 ocasiones en 97 turnos al bate.
Fue designado para asignación por los Ángeles el 22 de noviembre
El 28 de noviembre de 2016, los Rojos de Cincinnati firmaron a Graterol fuera renuncias. Fue designado para asignación de agentes libres por los Rojos de Cincinnati en diciembre, y firmando contrato con los Diamondbacks de Arizona el 24 de diciembre.

### 2017
Lo designaron para asignación el 13 de enero de 2017, tras la firma de Chris Iannetta.
El 19 de enero de 2017, Los Angeles Angels of Anaheim firmaron a Graterol de renuncias. Los Ángeles cortaron Graterol de nuevo a la Agencia Libre, y los Azulejos de Toronto lo reclamó el 23 de enero Él fue designado para asignación el 14 de abril.
El 18 de abril, fue cambiado de nuevo a los ángeles, a cambio de dinero en efectivo o un jugador a ser nombrado más tarde.
El 19 de abril de 2017, Los Angelinos de Los Ángeles de Anaheim activan a Juan Graterol para la Temporada 2017 de las Grandes Ligas de Béisbol.

### 2018
En enero de 2018 es objeto de un nuevo cambio en la LVBP, esta vez a los Leones del Caracas junto con el infielder José Rondón y el lanzador Alejandro Chacín por los toleteros Henry Rodríguez y Jesús Aguilar.